# Pseudonoorda noordimimalis
Pseudonoorda noordimimalis là một loài bướm đêm trong họ Crambidae.